# 아서 스톤

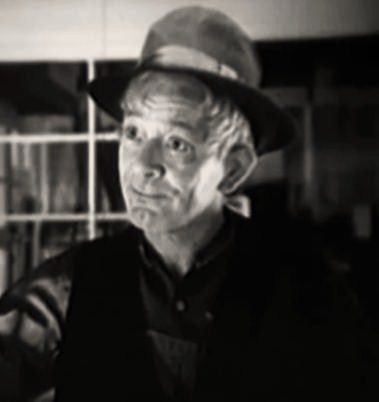

아서 스톤(Arthur Stone, 1883년 11월 28일 ~ 1940년 9월 4일)은 미국의 배우이다.
세인트루이스에서 태어났으며 할리우드에서 사망하였다. 포리스트 론 메모리얼 파크에 매장되었다.

## 영화
- 헐리우드 가는 길 (1947년)
- 이혼의 아이들 (1946년)
- 분노 (1936년)
- 베가본드 킹 (1930년)
- 폭스 무비톤 폴리스 오브 1929 (1929년)
- 패튼트 레더 키드 (1927년)